# Йоркширски териер
Йоркширски териер е порода дребни, декоративни, сладки кученца, носещи името на графство Йоркшър в Англия, където е въведена за пръв път в края на 19 в. Създадена е още преди повече от 100 години, като във формирането ѝ участват скай териер, дендидаймънтериер, староанглийски териер. Устройвани са дори специални зрелищни представления, в които кучетата са демонстрирали умението си да улавят плъхове. Породата е утвърдена и стандартизирана през 1875 г. от Английския кенъл клуб с тенденция за смаляване на размерите.

## Характеристики

### Козина
Козината на тялото е умерено дълга, права, лъскава, изглеждаща като фина коприна. Цветът по гърба е стоманеносив, а на главата с богат златен цвят. Козината по гърдите е обилна, светложълто-кафява на цвят, по-тъмна в корените, по-светла в средата и най-светла в краищата. Йоркширският териер няма подкосъм и не сменя козината си често, както другите дългокосмести породи. Козината расте през целия му живот. Но за да поддържа красивата си козина, Йоркширският териер се нуждае от хубава козметика, ежедневно ресане и редовни подстрижки, за да изглежда козината му добре и да има здрав вид кучето. Образуването на възли е не просто естетически не добре, а и по този начин се опъва кожата и може да причини болка на кучето.

### Уши
Ушите са прави, V образни, голи на връхчето и с дълги косми отстрани, падащи свободно към врата.

### Характер
По характер йоркширският териер е жизнерадостен, любвеобилен, и същевременно уравновесен, с характер и чувство за собственост да пази стопаните си.

## Йорки подобни кученца
Има няколко породи кучета, които много приличат, но не са йоркширски териери. Това са австралийски копринен териер, силки териер и др. Основните разлики между тези породи и истинският йоркширски териер са късата козина, липсата на характерните „брада“ и „мустаци“, липсата на дълга козина около ушите, късата опашка и др.

## Развъждане
- Поради миниатюрния си размер, йоркширският териер е изключително трудна за развъждане порода. До разплод се допускат мъжки и женски екземпляри навършили минимум 12-месечна възраст, в абсолютно здраве, без никакви дефекти, с уравновесен характер и отличен външен вид. Теглото на женската не бива да е под 3,5kg. В такъв случай обаче теглото на мъжкия трябва да е минимум с 15% по-малко от теглото на женската.

- Разгонването на женската протича почти незабелязано, без характерното силно кръвотечение и цапане, характерно за кучета от едрите породи. Успешно заплождане може да се осъществи само в рамките на три дни – между 14 и 17 ден от началото на разгонването.

- Бременността трае между 48 и 60 дни, като рязко наддаване в теглото на майката и издуване на коремчето се забелязват едва в последните 2 седмици. Крайната фаза на бременността протича изключително тежко, особено за миниатюрните майки. Ако не се дават специални хранителни добавки и витамини се стига често до преждевременно раждане и необратимо увреждане на половите органи.
- Раждането протича трудно и е абсолютно необходимо асистиране от специалист, а в 85% от случаите израждането на малките кученца става с цезарово сечение.

- 75% се раждат 1 – 2 кученца, 25% да се родят и 3 – 5, повечето пъти се раждат 5-8 кученца и някой не оцеляват. Теглото на бебетата 75 – 140 гр.

- Критичен период за бебетата е до навършване на 21- дневна възраст, когато проглеждат. В този период от развитието им смъртността при тях е голяма, често загива цялото кучило. След това обаче бебетата много бързо наддават на тегло и практически нямат никакви здравни проблеми.

### Хигиена
- Въпреки че йоркширският териер няма неприятна миризма „на куче“, няма подкосъм и не сменя козината си, е желателно да се къпе поне веднъж на 14 дни целогодишно, а когато се налага и по често. Чистата козина расте по-бързо и е по-жизнена. При къпане се използват специализирани шампоани и балсами за тази порода.

- Веднъж седмично ушите трябва да се почистват с клечки за уши и разтвор за почистване на уши.

- Ноктите трябва да се режат редовно, и да се поддържат с такава дължина, че кучето да стъпва на лапи, не на нокти. Тази процедура изисква специализирани клещи за нокти и малко сръчност.

### Грижи за здравето
Йоркширският териер е изключително дълголетен, живее между 15 и 18 години. Женските кучета живеят с около 1-2 години повече спрямо мъжките. Предразположени са към развитие на заболявания на черния дроб, задстомашната жлеза. Също така е възможно да проявят колебания в кръвната захар. Слабо място са коленните стави - често страдат от усукване на коленната става. Алергии към вещества и храни също не са изключени. 
  
Основното, което трябва да се прави за него, е да са обезпаразитява редовно и да му се слага ежегодно ваксина срещу инфекциозни заболявания като гана, лептоспироза, бяс, парвовироза и т.н., а през летния период да се третира редовно с препарати срещу кърлежи. Също така трябва да се следи за устната му хигиена и здраве, тъй дребните породи кучета са предразположени към трупане на зъбен камък.